# اریک مون
اریک مون (به کره‌ای: 문정혁 به انگلیسی: Eric Mun) (زادهٔ ۱۶ فوریه ۱۹۷۹ - سئول) بازیگر، خواننده، رقاص در کره جنوبی است.
او به دلیل بازی در مجموعه تلویزیونی ققنوس شناخته شد.
همچنین او در سریال‌های بسیار دیگری از جمله اکتشاف عشق (discovery of love) و همچنین خانم اوه دیگر (another oh hae young) نقش آفرینی کرده‌است.
او در سال ۱۹۹۸ با گروه شینهوا (shinhwa) فعالیت خود را به عنوان رپر آغاز کرد ولی اولین آلبوم آن‌ها با موفقیتی همراه نبود زیرا همه تم کیوت آن‌ها را تقلید از H.O.T میداستند ولی حدود یک سال بعد با آلبوم و موزیک ویدئوی جدید سرنوشت دیگری برای خود رقم زدند از آن روز تا به امروز (۲۰۱۶) گروه شینهوا پایدارترین گروه و پرافتخارترین گروه لقب گرفته‌است. او در سال (۲۰۲۰) در سریال جاسوس‌هایی که عاشقم بودند نقش آفرینی کرد.